# 상모초등학교
상모초등학교는 대한민국 경상북도 구미시 상모동에 있는 초등학교인데, 1971년 11월 24일 구미동부국민학교 상모분교장으로 첫 인가되어, 1973년 3월 2일 첫 개교되었다.

## 학교 연혁
- 1971년 11월 24일 구미동부국민학교 상모분교장 인가
- 1973년 3월 2일 상모국민학교로 개교
- 1996년 3월 1일 상모초등학교로 교명 변경
- 2007년 6월 3일 상모관(강당) 준공
- 2010년 12월 1일 인조잔디(다목적) 운동장 및 우레탄 트랙 개장
- 2019년 2월 15일 제46회 졸업(졸업생 총 11,263명)
- 2019년 3월 1일 일반학급 42, 특수학급2, 계 44학급 편성
- 2019년 3월 1일 제22대 박현숙 교장선생님 부임

## 참고 자료
- 상모초등학교 - 한국교육학술정보원 학교알리미